# Skaterhockey-Oberliga 1993
Die Saison 1993 ist die 8. Spielzeit der Skaterhockey-Oberliga (auch Westdeutsche Oberliga, WOL), in der ein Deutscher Meister ermittelt wird. Ausrichter ist die Fachsparte Skaterhockey (FSH) im Deutschen Rollsport-Bund. Deutscher Meister wurden die Bullskater Düsseldorf vor den Düsseldorf Rams, die zuvor fünfmal in Folge den Titel gewonnen hatten.

## Teilnehmer
| Klub                   | Standort   | Vorjahr              |
| ---------------------- | ---------- | -------------------- |
| HC Köln-West           | Köln       | 4.                   |
| Kölner SC Hawks        | Köln       | 6.                   |
| SU Coeln               | Köln       | 8.                   |
| Bullskater Düsseldorf  | Düsseldorf | 3.                   |
| Düsseldorf Rams        | Düsseldorf | Deutscher Meister    |
| Skatetiger Düsseldorf  | Düsseldorf | 1. der Rheinlandliga |
| Crash Eagles Kaarst    | Kaarst     | 2.                   |
| SHC Koblenz-Metternich | Koblenz    | 7.                   |
| RSC Aachen             | Aachen     | 5.                   |

## Modus
Die Oberliga geht mit neun Mannschaften an den Start. Jede Mannschaft trifft in Hin- und Rückspiel auf jede andere Mannschaft. Für einen Sieg gibt es zwei Punkte, für ein Unentschieden einen Punkt. Bei Punktgleichheit zum Ende der Hauptrunde entscheidet der direkte Vergleich über die Rangfolge. Die Mannschaft, die die Saison auf dem ersten Platz beendet, ist Deutscher Meister. Die Mannschaften auf den Rängen acht und neun steigen ab.

## Tabelle
|    | Mannschaft             | Sp | Tore    | +/-  | P     |
| -- | ---------------------- | -- | ------- | ---- | ----- |
| 1. | Bullskater Düsseldorf  | 16 | 181:057 | +124 | 30:02 |
| 2. | Düsseldorf Rams        | 16 | 174:058 | +116 | 26:06 |
| 3. | Crash Eagles Kaarst    | 16 | 138:054 | +084 | 26:06 |
| 4. | Kölner SC Hawks        | 16 | 120:123 | −03  | 19:13 |
| 5. | HC Köln-West           | 16 | 132:110 | +022 | 17:15 |
| 6. | RSC Aachen             | 16 | 099:122 | −023 | 13:19 |
| 7. | SHC Koblenz-Metternich | 16 | 065:205 | −140 | 06:26 |
| 8. | Skatetiger Düsseldorf  | 16 | 060:147 | −087 | 05:27 |
| 9. | SU Coeln               | 16 | 055:148 | −093 | 02:30 |

## Aufsteiger
Aus der Regionalliga steigen der Crefelder SC als Erster und der 1. SHC Essen als Dritter auf. Der Zweitplatzierte Düsseldorf Rams II war nicht aufstiegsberechtigt.

## Pokalsieger
Im Endspiel um den Deutschen Inline-Skaterhockey-Pokal 1993 gewannen die Bullskater Düsseldorf am 12. Dezember 1993 gegen die Düsseldorf Rams in Kaarst mit 7:4.